# Tầng Darriwil
| Hệ/ Kỷ                                  | Thống/ Thế | Bậc/ Kỳ  | Tuổi (Ma) | Tuổi (Ma) |
| --------------------------------------- | ---------- | -------- | --------- | --------- |
| Silur                                   | Llandovery | Rhuddan  | trẻ hơn   | trẻ hơn   |
| Ordovic                                 | Trên/Muộn  | Hirnant  | 443.8     | 445.2     |
| Ordovic                                 | Trên/Muộn  | Katy     | 445.2     | 453.0     |
| Ordovic                                 | Trên/Muộn  | Sandby   | 453.0     | 458.4     |
| Ordovic                                 | Giữa       | Darriwil | 458.4     | 467.3     |
| Ordovic                                 | Giữa       | Đại Bình | 467.3     | 470.0     |
| Ordovic                                 | Dưới/Sớm   | Flo      | 470.0     | 477.7     |
| Ordovic                                 | Dưới/Sớm   | Tremadoc | 477.7     | 485.4     |
| Cambri                                  | Phù Dung   | Tầng 10  | già hơn   | già hơn   |
| Phân chia Kỷ Ordovic theo ICS năm 2017. |            |          |           |           |

Trong thời địa tầng, tầng Darriwil (tiếng Anh: Darriwilian) là giai đoạn (bậc hay tầng động vật) cuối của thống Trung Ordovic trong hệ Ordovic của giới Cổ sinh thuộc Liên giới Hiển sinh. Nó diễn ra trong giai đoạn từ khoảng 468,1 ± 1,6 Ma cho tới khoảng 460,9 ± 1,6 Ma. Tầng Darriwil diễn ra ngay sau tầng Đại Bình cùng thống và trước tầng Sandby của thống Thượng Ordovic. Như thế nó là tầng thứ tư của hệ Ordovic.
Tên gọi Darriwil được đặt theo khu vực Darriwil tại quận Grant, bang Victoria, Australia do Thomas Sergeant Hall (1858-1915) đề xuất năm 1899. GSSP là phẫu diện Hoàng Nê Đường (黄泥塘, Huangnitang) tại huyện Thường Sơn, địa cấp thị Cù Châu, tỉnh Chiết Giang, Trung Quốc tại tọa độ 28°51′14,04″B 118°29′22,92″Đ / 28,85°B 118,48333°Đ, được phê chuẩn năm 1987.

## Định nghĩa
Đáy của tầng Darriwil được định nghĩa như là phẫu diện trong đá phiến Ningkuo lộ ra tại Hoàng Nê Đường, huyện Thường Sơn, tỉnh Chiết Giang, đông nam Trung Quốc, nơi nó trùng với mốc xuất hiện lần đầu tiên của loài bút thạch Undulograptus austrodentatus.

## Vị trí
Phẫu diện Hoàng Nê Đường nằm dọc con đường chưa lát mặt bên bờ sông gần làng Hoàng Nê Đường, khoảng 3,5 km về phía tây nam thị trấn Thiên Mã, trung tâm huyện Thường Sơn, trong tỉnh Chiết Giang, đông nam Trung Quốc. Phẫu diện có thể tiếp cận bằng xe cộ trong điều kiện thời tiết tốt từ thị trấn Nhi Đô Kiều (而都桥, Erduqiao), 500 m phía đông Hoàng Nê Đường.

## Trầm tích học
Phẫu diện Hoàng Nê Đường bao gồm chủ yếu là thành hệ Ninh Quốc (宁国, Ningkuo). Thành hệ Ninh Quốc chủ yếu là đá phiến màu đen hạt mịn, sắp xếp đều và dát đều thành lớp mỏng.

## Mốc dấu

### Sơ cấp
Xuất hiện lần đầu tiên của loài bút thạch Undulograptus austrodentatus tại đáy tầng AEP 184 của phẫu diện Hoàng Nê Đường, 22 m phía dưới đỉnh thành hệ Ninh Quốc. Sự xuất hiện lần đầu tiên của Undulograptus austrodentatus cũng định nghĩa đáy của đới sinh học Undulograptus austrodentatus. Đới sinh học này được chia thành 2 phân đới là hạ Arienigraptus zhejiangensis và thượng Undulograptus sinicus.

### Thứ cấp
Bút thạch: Arienigraptus zhejiangensis (=Pseudisograptus angel Jenkins) lần đầu xuất hiện trong tầng AEP 182, khoảng 0,5 m phía dưới mốc dấu xuất hiện lần đầu tiên của  Undulograptus austrodentatus.

## Các vị trí khác trên thế giới
Đáy của đới sinh học bút thạch Undulograptus austrodentatus nằm ngay trên đáy của đới sinh học răng nón Microzarkodina parva trong Bắc Đại Tây Dương và trong phạm vi phần trên của đới sinh học Histiodella altifrons trong đới răng nón trung lục địa Bắc Mỹ. Đáy của tầng Darriwil là cùng tuổi với mức trong tầng Fennian của thượng Arenig tại Wales.